# (200132) 1997 WP11
(200132) 1997 WP11 es un asteroide perteneciente al cinturón de asteroides, descubierto el 22 de noviembre de 1997 por el equipo del Spacewatch desde el Observatorio Nacional de Kitt Peak, Arizona, Estados Unidos.

## Designación y nombre
Designado provisionalmente como 1997 WP11.

## Características orbitales
1997 WP11 está situado a una distancia media del Sol de 2,345 ua, pudiendo alejarse hasta 2,894 ua y acercarse hasta 1,796 ua. Su excentricidad es 0,234 y la inclinación orbital 5,855 grados. Emplea 1312,19 días en completar una órbita alrededor del Sol.

## Características físicas
La magnitud absoluta de 1997 WP11 es 16,8.